# Alyosha
Olena Kucer (în ucraineană Олена Кучер; n. 14 mai 1986), cunoscută după numele de scenă Alyosha (în ucraineană Aльоша), este o cântăreață din Ucraina. A fost născută în orașul Zaporijjea. Ea și-a reprezentat țara la Concursul Muzical Eurovision 2010 cu melodia „Sweet People” având o voce extraordinar de puternică, deși inițial exista o altă melodie.

## Clasamente
| An   | Single                    | Poziție | Poziție | Poziție |
| An   | Single                    | UKR     | RUS     | SUI     |
| ---- | ------------------------- | ------- | ------- | ------- |
| 2008 | "To Be Free"              | —       | —       | —       |
| 2009 | "Sneg (Снег)"             | —       | 169     | —       |
| 2010 | "Tî uidioși (Ты уйдешь)"  | 6       | 52      | —       |
| 2010 | "Sweet People"            | —       | —       | 73      |
| 2011 | "Kto skazal (Кто сказал)" | 13      | 154     | —       |